# Escola Estadual Professor Pedro Calmon
A Escola Estadual Professor Pedro Calmon é uma instituição de ensino público do município brasileiro de Coronel Fabriciano, no interior do estado de Minas Gerais. Oferece as séries finais do ensino fundamental (6º ao 9º ano) e o ensino médio regular, além da educação de jovens e adultos (EJA). Trata-se do primeiro prédio escolar construído na cidade, estando situado em uma das principais vias do Centro de Fabriciano, em posição central entre a prefeitura e a Igreja Matriz de São Sebastião.

## História

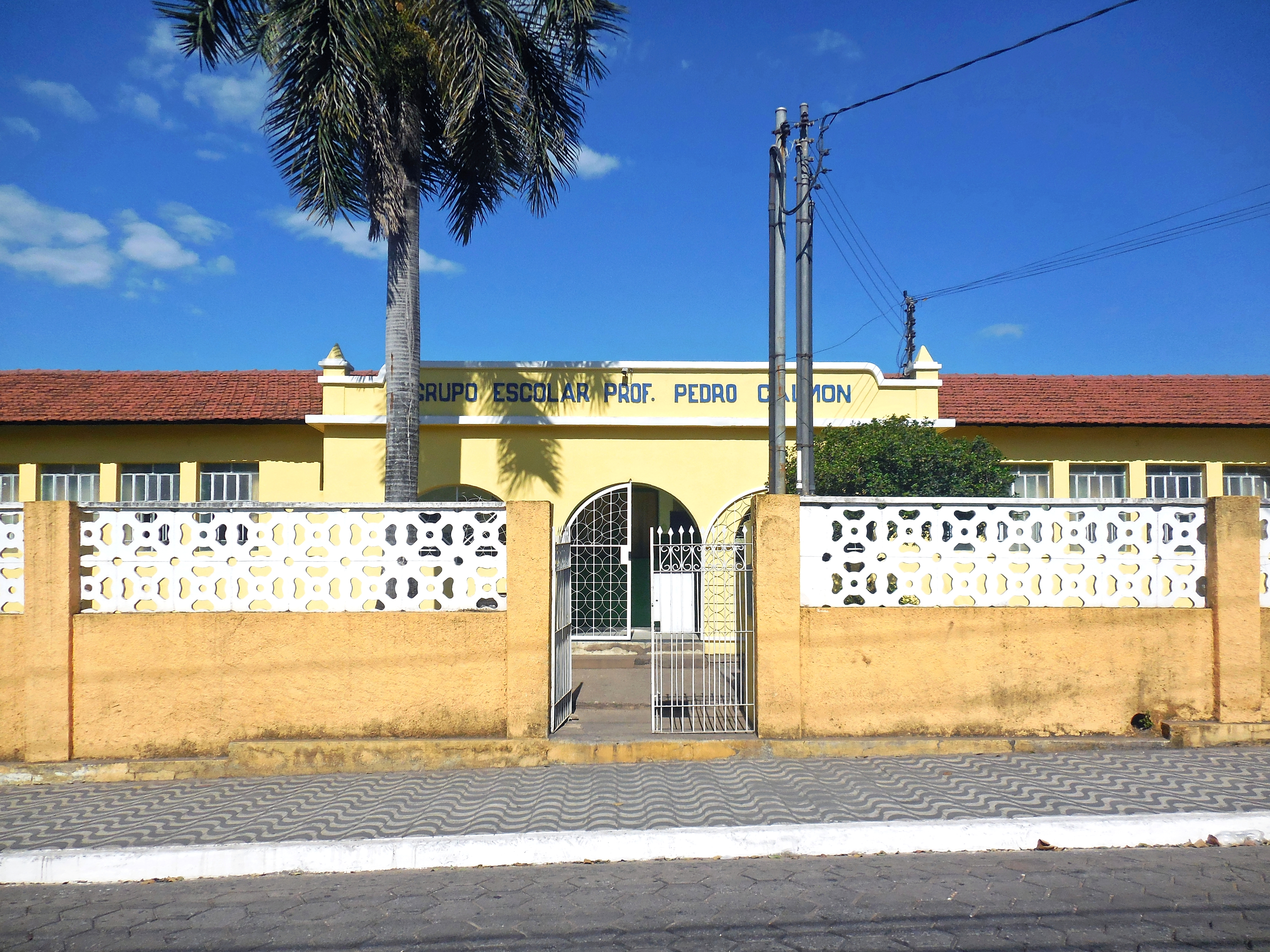
Entrada principal da E.E. Professor Pedro Calmon

O Grupo Escolar Professor Pedro Calmon, como originalmente denominado, foi fundado em 8 de maio de 1952, em substituição à antiga Escola Reunidas Doutor Moacir Birro, que estava localizada na Rua Pedro Nolasco. Trata-se do primeiro prédio escolar construído em Coronel Fabriciano, tendo sido erguido em uma das principais vias do Centro de Fabriciano.
Seu nome foi dado pelo então governador de Minas Gerais Juscelino Kubitschek em homenagem ao professor baiano Pedro Calmon, que havia visitado o estado para recebimento da Medalha da Inconfidência. Inicialmente a escola oferecia somente até a antiga 4ª série do ensino fundamental e era frequentada pelos filhos das famílias mais influentes da cidade, muitos dos quais obtinham bons resultados em vestibulares de universidades concorridas. Por cerca de 30 anos permaneceu como a escola pública mais tradicional da cidade, segundo consta no inventário da prefeitura.
Por outro lado, ao final da década de 1950 a educação fabricianense ainda se mostrava precária, com elevados índices de evasão escolar e analfabetismo. A mesma instituição não suportava a demanda de matrículas, sendo cerca de 800 alunos para uma capacidade máxima de 600 nas salas de aula. Durante algum tempo, funcionaram classes anexas no Salão Paroquial, situação que foi minimizada com a construção de novos grupos escolares na cidade em parceria com o estado a partir da década de 60. Em 1979, a escola passou a oferecer até a 8ª série do ensino fundamental, porém em 1994 começou a ser ofertado somente os anos finais do fundamental (5ª à 8ª séries), além do ensino médio.
O prédio, que está incluído no complexo arquitetônico que engloba a Igreja Matriz de São Sebastião (1949) e o Salão Paroquial (1959), veio a ser tombado como patrimônio cultural municipal em 28 de abril de 1999. A instituição obteve a menor pontuação no Exame Nacional do Ensino Médio (Enem) dentre as escolas do município e de toda a Região Metropolitana do Vale do Aço em 2010 e novamente em 2011. Passou por obras de revitalização em 2013, cujas metas incluíam a construção de uma quadra poliesportiva, especulada desde 1990, sendo que as aulas de educação física vinham sendo ministradas no pátio da escola.